# Morena dos Olhos d'Água
Morena dos Olhos d'Água é uma canção do cantor e compositor brasileiro Chico Buarque de Hollanda, lançada no segundo álbum do autor (1967).
A música é uma das canções que Chico compôs quando retornou da Europa depois da excursão com Morte e Vida Severina, de João Cabral de Melo Neto. Era com essa canção que Chico pretendia participar do II Festival de Música Popular Brasileira em 1966.